# 北能代站
北能代站（日语：／ Kita-Noshiro eki */?）是位於秋田县能代市竹生字前田，屬於东日本旅客铁道（JR東日本）五能线的鐵路車站。

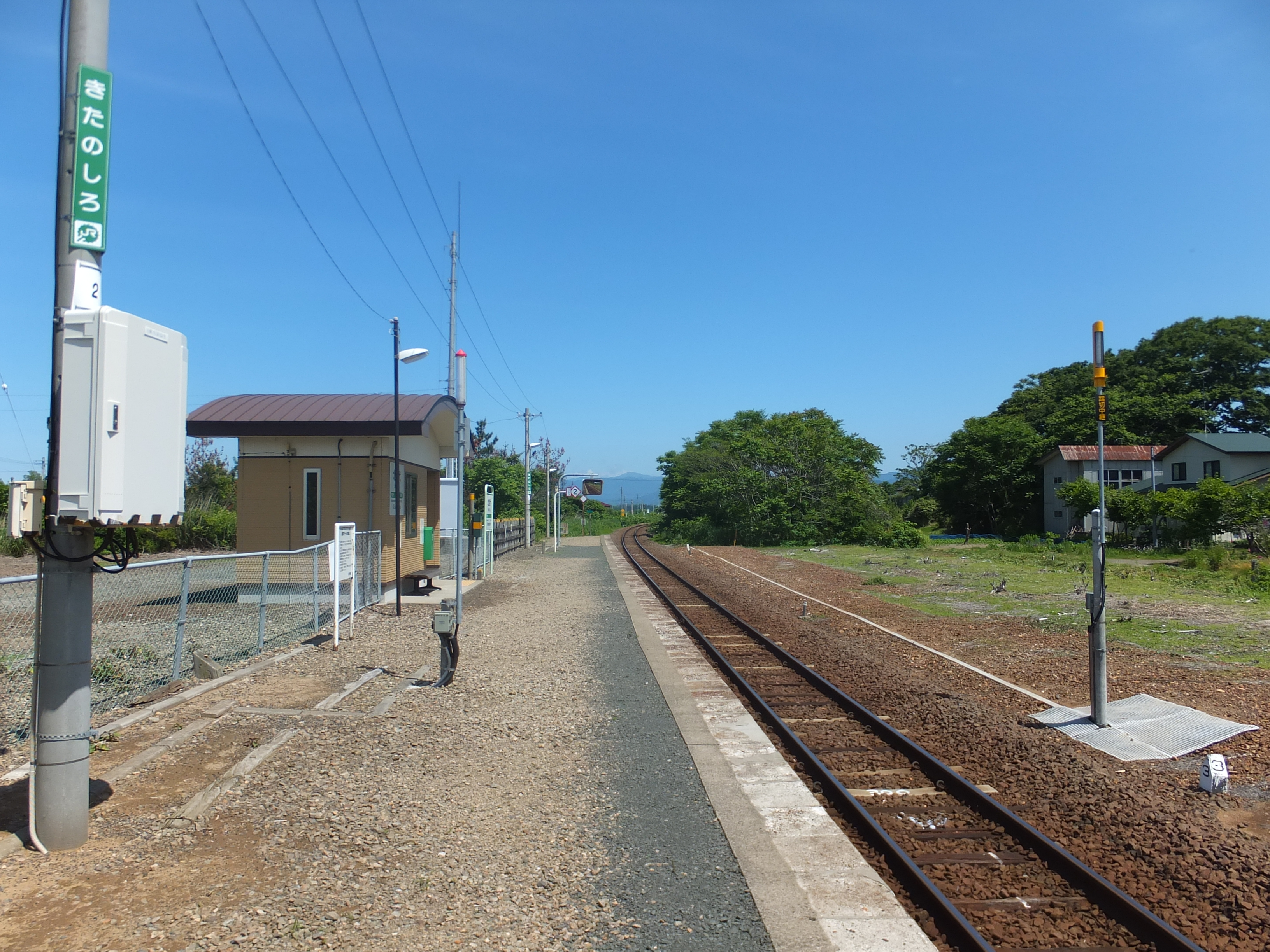
月台(2017年6月)

## 历史

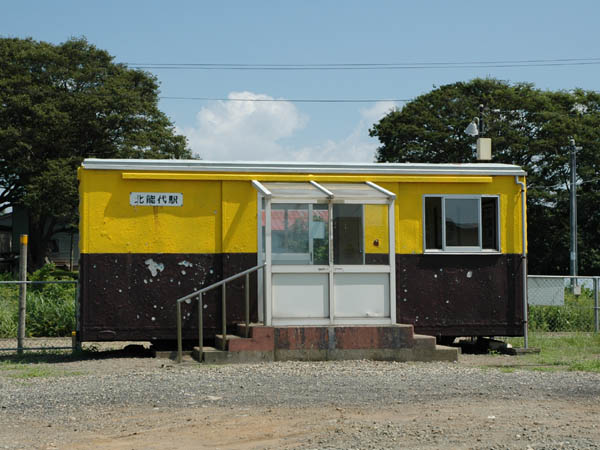
舊候車室(2005年8月)

- 1926年4月26日 - 作为国铁羽后东云站投入运营[1]。
- 1943年6月15日 - 改名为北能代站。
- 1971年10月1日 - 无人化改造。
- 1987年4月1日 - 国铁分割民营化后成为JR东日本车站。
- 2009年 - 改建站房。

## 车站结构
本站為单侧站台1台1线的地上车站。本站曾为2台2线车站，2009年新建的简易候车室替代之前使用货车改造的候车室。此站是由能代站管理的无人站。

## 相鄰車站
東日本旅客鐵道
■五能線
□快速
通过
■普通
向能代－北能代－鸟形